# ユニオン郡区 (アイオワ州カス郡)
ユニオン郡区は、アメリカ合衆国、アイオワ州、カス郡にある16の郡区の一つである。2000年の国勢調査で、人口は495人だった。

## 地理
ユニオン郡区は、90.5平方キロメートル（34.95平方マイル)で、Cumberlandが含まれる。
アメリカ地質調査所によると、この郡区はGreenwoodの1つの霊園が含まれる。